# Régusse
Régusse é uma comuna francesa na região administrativa da Provença-Alpes-Costa Azul, no departamento de Var. Estende-se por uma área de 35.30 km². Em 2010 a comuna tinha 2 640 habitantes (densidade: 74,8 hab./km²).